# مستدمية حريفية
المستدمية الحريفية (بالإنجليزية: Haemophilus aphrophilus)‏ هي نوع من المستدمية لكن اسمها تغير مؤخرا إلى البكتيريا الحريفية المتكدسة (بالإنجليزية: Aggregatibacter aphrophilus)‏.
وهي من ضمن كائنات هاكيك (بالإنجليزية: HACEK organisms)‏ (اختصار بأخذ الحرف الأولى من أسماء البكتيريا التالية: المستدمية (Haemophilus) والبكتيريا المتكدسة (المشعشعة سابقا) (Aggregatibacter) والبكتيريا القلبية (Cardiobacterium) والإيكينيلا الأكالة (Eikenella corrodens) والكينغيلا (Kingella)).